# Rebranding

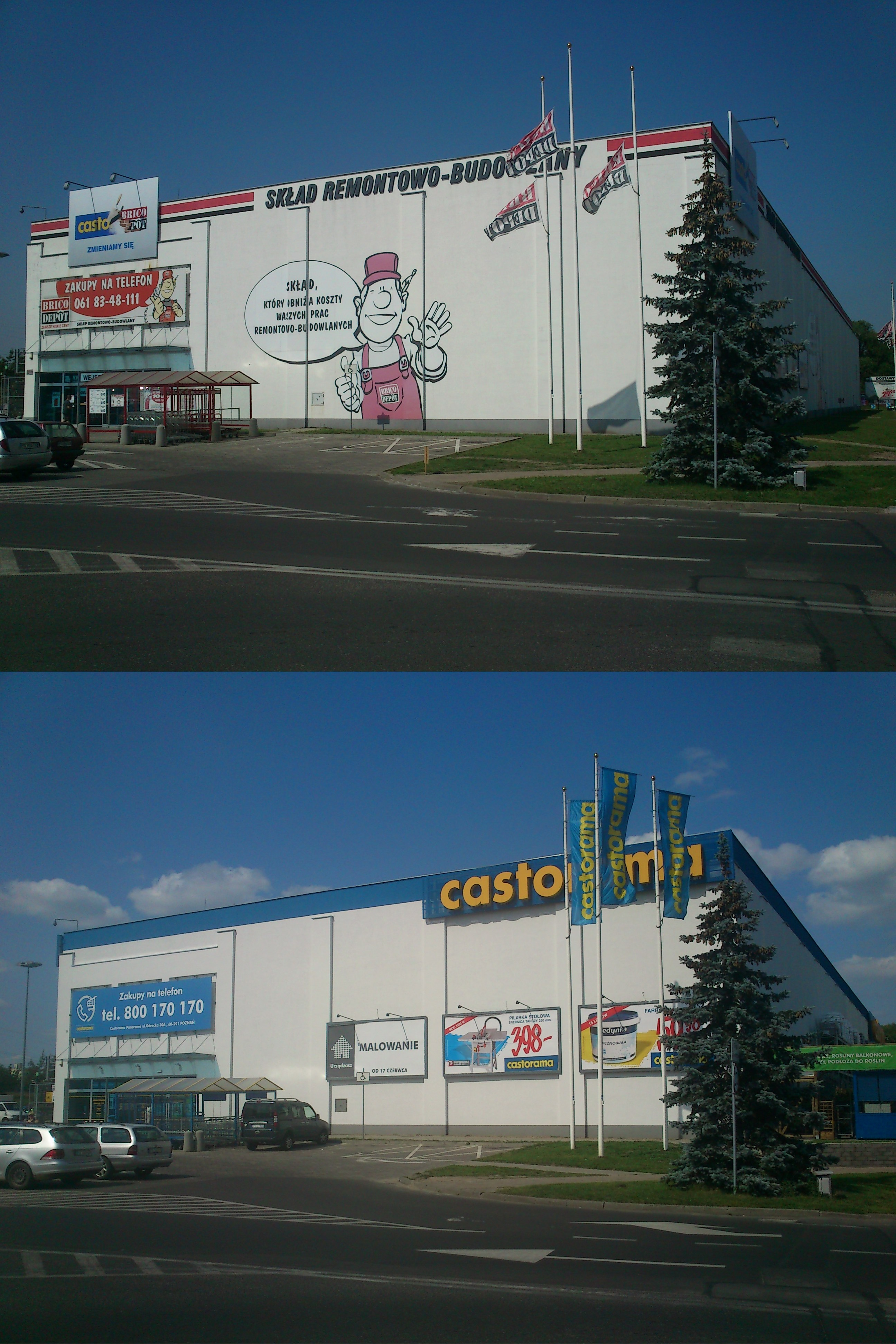
Tienda conjunta de Brico Dépôt-Castorama realizó un cambio de marca a Castorama en Polonia.

Cambio de marca o rediseño de identidad (en inglés: rebranding) es una estrategia de marketing en la que se crea un nuevo nombre, término, símbolo, diseño o combinación de los mismos para una marca establecida con la intención de desarrollar una nueva identidad diferenciada en la mente de los consumidores, inversionistas, competidores y otras partes interesadas. A menudo, esto implica cambios radicales en el logotipo de una marca, nombre público y legal, imagen, estrategia de marketing y temas publicitarios. Tales cambios típicamente apuntan a reposicionar la marca/empresa, a veces para distanciarse de las connotaciones negativas de la anterior marca, o para promover la marca como una de alta gama o para adaptarse a las nuevas épocas y clientes. También pueden comunicar un nuevo mensaje que un nuevo consejo de administración desea comunicar.
Un cambio de marca se puede aplicar a nuevos productos, productos existentes o incluso productos aún en desarrollo. El proceso puede ocurrir intencionalmente a través de un cambio deliberado en la estrategia o puede ocurrir involuntariamente de situaciones no planeadas y emergentes, como una reestructuración corporativa, desintegración sindical o hasta una quiebra. El cambio de marca también puede referirse a un cambio en una empresa/marca corporativa que puede poseer varias submarcas de productos o empresas.

## Cambio de marca corporativa
El cambio de marca se ha convertido en algo de una moda en el cambio de milenio, con algunas empresas cambiando su marca varias veces. El cambio de la marca Philip Morris a Altria se hizo para ayudar a la empresa a desechar su imagen negativa que tenía. Otros cambio de marca, tales como el intento de British Post Office que cambió su nombre a Consignia, han demostrado ser un fracaso tal, que se tuvieron que invertir otros millones más para volver al punto de partida.
En un estudio de 165 casos de Cambio de marca, Muzellec y Lambkin (2006) encontraron que un rebranding deriva de la estrategia corporativa (por ejemplo, M&A) o constituye la estrategia de marketing real (cambiar la reputación corporativa), que apunta a mejorar, transferir y/o recrear el valor de la marca corporativa.
Según Sinclair (1999: 13), los negocios de todo el mundo reconocen el valor de las marcas. Las marcas, al parecer, junto con la propiedad de los derechos de autor y las marcas, el software informático y el conocimiento especializado, ahora están en el corazón del valor intangible que los inversionistas colocan en las empresas. Como tal, las empresas en el siglo 21 pueden encontrar necesario volver a ver su marca en términos de su relevancia para los consumidores y el mercado cambiante. Los proyectos de rebranding exitosos pueden producir una marca mejor que antes.
Debido al tremendo impacto que el cambio de nombre y el cambio de marca de una empresa puede tener, es fundamental llevar al cliente a través del proceso con gran sensibilidad y cuidado. La nueva identidad y marca de la empresa también debe lanzarse de una manera sutil y metódica para evitar alienar a los antiguos clientes, con el objetivo de atraer nuevas perspectivas de negocio. No existe una fórmula mágica. Sin embargo, hay un proceso metódico que implica una estrategia cuidadosa, visuales memorables e interacciones personales, todo lo cual debe hablar al unísono para que un cliente deposite su confianza total e invierta sus emociones en lo que se ofrece.
En el uso del marketing desarrolla la conciencia y las asociaciones en la memoria del consumidor para que los clientes sepan (y se les recuerda constantemente) qué marcas sirven mejor a sus necesidades. Una vez en una posición de ventaja, es la comercialización constante del producto o servicio de calidad, precios razonables y una distribución efectiva la que mantendrá la marca por delante de los competidores y proporcionará valor a sus propietarios (Sinclair, 1999: 15).

## Razones potenciales para un cambio de marca corporativo
A menudo, las corporaciones cambian de nombre para responder a cuestiones externas y/o internas. Las empresas comúnmente tienen ciclos de cambios de marca para mantenerse al día con los tiempos o ponerse por delante de la competencia. Las empresas también utilizan el rebranding como una herramienta de marketing eficaz para ocultar las malas prácticas del pasado, con lo que arrojan connotaciones negativas que podrían afectar potencialmente la rentabilidad.
En corporaciones como Citigroup, AOL, American Express y Goldman Sachs utilizan vendedores de terceros que se especializan en la estrategia de marca y el desarrollo de la identidad corporativa. Las compañías invierten recursos valiosos en el rebranding y en los vendedores de terceros porque es una manera de protegerlos de ser negativos para los clientes en un mercado muy competitivo. El Dr. Roger Sinclair, un destacado experto en valuación de marcas y prácticas de valores de marca en todo el mundo, declaró: Una marca es un recurso adquirido por una empresa que genera beneficios económicos futuros. Una vez que una marca tiene connotaciones negativas asociadas con ella, solo puede conducir a la disminución de la rentabilidad y posiblemente fracaso corporativo completo.

### Diferenciación de los competidores
Las empresas se diferencian de los competidores mediante la incorporación de prácticas de cambio de su logotipo a verde. Diferenciarse de los competidores es importante para atraer a más clientes y una manera efectiva de atraer a empleados más deseables. La necesidad de diferenciarse es especialmente frecuente en mercados saturados como la industria de servicios financieros.

### Eliminación de una imagen negativa
Las organizaciones pueden cambiar de nombre intencionalmente para desechar las imágenes negativas del pasado. La investigación sugiere que la preocupación por las percepciones externas de la organización y sus actividades puede funcionar como un motor importante en los ejercicios de cambio de marca.
En un contexto corporativo, los gerentes pueden utilizar un rebranding como una estrategia de marketing eficaz para ocultar las malas prácticas y evitar o eliminar connotaciones negativas y disminuir la rentabilidad. Corporaciones como Philip Morris USA, Blackwater y AIG cambiaron de nombre con el fin de eliminar imágenes negativas. Philip Morris USA renombró su nombre y logotipo a Altria el 27 de enero de 2003 debido a las connotaciones negativas asociadas con los productos de tabaco que podrían haber tenido el potencial de afectar la rentabilidad de otras marcas de Philip Morris como Kraft Foods.
En 2008, la imagen de AIG tuvo problemas debido a su necesidad de un rescate federal durante la crisis financiera. AIG fue rescatada porque el Departamento del Tesoro de los Estados Unidos declaró que AIG era demasiado grande para fallar debido a su tamaño y complejas relaciones con contrapartes financieras. AIG en sí es una gran firma internacional. Sin embargo, las filiales de AIG Retirement y AIG Financial quedaron con connotaciones negativas debido al rescate. Como resultado, AIG Financial Advisors y AIG Retirement, respectivamente, cambiaron sus nombres en Sagepoint Financial y VALIC (Variable Annuity Life Insurance Company) para eliminar la imagen negativa asociada con AIG.

### Cuota de mercado
Las marcas suelen actuar en reacción a la pérdida de cuota de mercado. En estos casos, las marcas se han vuelto menos significativas para el público objetivo y, por tanto, han perdido participación en los competidores.
En algunos casos, las empresas tratan de construir sobre cualquier equidad percibida que creen que todavía existe en su marca. Radio Shack, por ejemplo, se renombró a The Shack en 2008, pero aún no ha experimentado un aumento en la cuota de mercado.
Cuando Steve Jobs regresó a Apple en 1997, cambió el nombre de Apple Computer a Apple para que la compañía tuviera permiso del cliente para vender otros productos, como el iPod y el iPhone. Además, la nueva marca llegó con una nueva línea temática que decía Think Different. Con el tiempo, Apple se ha convertido en la empresa más valiosa del mundo.
Ford Motor Company, a mediados de la década de 2000, decidió nombrar los modelos de vehículos utilizando al principio la letra F, donde su Five Hundred (y su gemelo corporativo Mercury Montego) fueron comercializados como un reemplazo de una plataforma de vehículo que sostiene el Taurus y Mercury Sable que no habían sido modificados durante décadas, salvo por cambios cosméticos. Ambas placas de identificación fueron utilizadas anteriormente por FoMoCo durante los años sesenta y setenta, los Five Hundred y Montego fueron comercializados como una alternativa a las importaciones asiáticas que han erosionado la cuota de mercado de los Big Three's. Para el año modelo 2008, cuando los Five Hundred fueron descontinuados, los ejecutivos de Ford decidieron renombrar la Five Hundred/Montego con las placas de identificación de Taurus y Sable, ganando una cuota de mercado debido a su estado de reconocimiento de nombre. Esto también incluyó a su derivado del cruce, el Freestyle, a ser renombrado como Taurus X donde la compañía introdujo un Ford Explorer totalmente nuevo (previamente basado en la plataforma del carro de Ford Ranger) para llenar el vacío después de que la producción de Freestyle/Taurus X cesara.

### Situaciones emergentes
El cambio de marca también puede ocurrir involuntariamente de situaciones emergentes como reestructuración corporativa del Capítulo 11 o quiebra. El capítulo 11 es la rehabilitación o reorganización utilizada principalmente por deudores comerciales. Es más comúnmente conocido como quiebra corporativa, que es una forma de reorganización financiera corporativa que permite a las empresas funcionar mientras pagan su deuda. Compañías como Lehman Brothers Holdings Inc, Washington Mutual y General Motors han presentado la bancarrota del Capítulo 11.
El 1 de julio de 2009, General Motors se declaró en bancarrota, que se cumplió el 10 de julio de 2009. General Motors decidió cambiar el nombre de su estructura entera invirtiendo más en los automóviles de Chevrolet, Buick, GMC y Cadillac. Además, decidió vender Saab Automobile y descontinuar las marcas Hummer, Pontiac y Saturn. General Motors se renombró declarando que estaban reinventando y haciendo renacer a la compañía como The New GM con Menos marcas más fuertes. Menos, modelos más fuertes. Mayor eficiencia, mejor economía de combustible y nuevas tecnologías", como se indica en su comercial de reinvención. El comercial de la reinvención de General Motors también declaró que la eliminación de marcas "no se trata de salir del negocio, sino de llegar a los negocios.

### Mantenerse relevante
Las empresas también pueden elegir el cambio de marca para seguir siendo relevantes para sus (nuevos) clientes y partes interesadas. Esto podría ocurrir cuando los negocios de una empresa han cambiado, por ejemplo su dirección estratégica y enfoque de la industria, o su marca ya no se ajusta a su (nueva) base de clientes. Por ejemplo, una empresa puede volver a marcar para que su nombre funcione en un nuevo mercado que entra, por razones de cultura o lenguaje, para facilitar su pronunciación.
El rebranding es también una forma de actualizar una imagen para asegurar su atractivo para los clientes contemporáneos y las partes interesadas. Lo que una vez parecía fresco y relevante ya no puede serlo años después.

## Cambio de marca del producto
En cuanto a las ofertas de productos, cuando se comercializan por separado a varios mercados objetivo se denomina segmentación del mercado. Cuando parte de una estrategia de segmentación de mercado implica ofrecer productos significativamente diferentes en cada mercado, esto se llama diferenciación de productos. Este proceso de segmentación del mercado y diferenciación del producto puede considerarse como una forma de cambio de marca. Lo que lo distingue de otras formas de rebranding es que el proceso no implica la eliminación de la imagen de marca original. Con el cambio de marca se permite que un conjunto de ingeniería y QA pueda ser utilizado para crear productos múltiples con modificaciones mínimas y gastos adicionales.
Después de una fusión o adquisición, las empresas usualmente cambian la marca de los productos recién adquiridos para mantenerlos consistentes con una línea de productos existente. En tales casos, la empresa adquirente se marca nuevamente con el nombre adquirido.
Otra forma de cambio de marca de productos es la venta de un producto fabricado por otra empresa bajo un nuevo nombre. Un fabricante de diseño original es una empresa que fabrica un producto que eventualmente se marca por otra empresa para la venta. Esto suele ser el caso del comercio internacional. Un producto se fabrica en un lugar con menores costos de operación y se vende bajo una marca local.

## Cambio de marca en pequeñas empresas
Las pequeñas empresas se enfrentan a diferentes desafíos de las grandes corporaciones y deben adaptar su estrategia de rebranding en consecuencia.
En lugar de implementar el cambio gradualmente, las pequeñas empresas a veces son mejor servidas por el cambio en su imagen en un corto período de tiempo (especialmente cuando la notoriedad de la marca existente es baja). La poderosa primera impresión en los nuevos clientes, posible gracias al diseño profesional de la marca, a menudo supera el reconocimiento de marca débil o mal diseñada de la imagen a los clientes existentes.
Un cambio de imagen en una gran empresa puede tener repercusiones costosas (actualizar la señalización en múltiples ubicaciones, grandes cantidades de garantías existentes, comunicarse con un gran número de empleados, etc.), mientras que las pequeñas empresas pueden disfrutar de más movilidad e implementar cambios más rápidamente.
Mientras que las pequeñas empresas pueden experimentar crecimiento sin necesariamente tener una imagen de marca profesionalmente diseñada, "el rebranding se convierte en un paso crítico para una empresa ser considerada seriamente al expandirse a mercados más agresivos y enfrentar a los competidores con imágenes de marca más establecidas".

## Impacto del cambio de marca
La naturaleza omnipresente de una marca de empresa/producto a través de todos los puntos de contacto con el cliente hace que el rebranding sea una empresa pesada para las empresas. Según el modelo del iceberg, el 80% del impacto está oculto. El nivel de impacto de cambiar una marca depende del grado en que se cambie la marca.
Hay varios elementos de una marca que se pueden cambiar que incluyen el nombre, el logotipo, el nombre legal y la identidad corporativa (incluida la identidad visual y la identidad verbal). Los cambios realizados solo en el logotipo de la empresa tienen el impacto más bajo (denominado intercambio de logotipo), y los cambios realizados en el nombre, nombre legal y otros elementos de identidad afectarán a todas las partes de la empresa y pueden ocasionar altos costos e impacto en grandes Organizaciones complejas.
El cambio de marca afecta no solo el material de marketing, sino también canales digitales, URL, señalización, ropa y correspondencia.